# Elie Merlat
Elie Merlat (* März 1634 in Nieul-le-Virouil; † 18. November 1705 in Lausanne) war ein französischer evangelischer Geistlicher und Hochschullehrer.

## Leben

### Familie
Elie Merlat war der Sohn seines gleichnamigen Vaters, des Rechtsanwalts Elie Merlat (* 1605) und dessen Ehefrau Catherine (geb. Sarrasin) (* 1610). Er wurde in Nieul-le-Virouil geboren und wuchs in Saintes auf.
Er war in erster Ehe mit Jeanne (geb. de Vignolles) (* 1635) verheiratet, heiratete in zweiter Ehe Marguerite (geb. Gervereau) (* 1640; † 14. Mai 1682) und 1683 in dritter Ehe Jeanne-Marie (* 1634), Tochter des Jean-Baptiste de Seigneux. Seine Tochter Marie († 1746)  aus der ersten Ehe war mit dem Theologen Gabriel Bergier verheiratet.

### Werdegang
Von 1653 bis 1656 studierte Elie Merlat anfangs Theologie an der Universität Montauban (heute: Universität Toulouse I) sowie von 1656 bis 1657 Philosophie an der Hugenottenuniversität Académie de Saumur, dort hörte er unter anderem Vorlesungen bei Moyse Amyraut; weiterhin studierte er an der Académie de Genève und 1657 an der Universität Basel.
Nach dem Studium bereiste er noch die Schweiz, Deutschland, Holland sowie England und übte darauf bis 1680 das Pfarramt in Saintes aus; in dieser Zeit leitete er im August und September 1678 als Präsident die Provinzsynode von Jonzac.
Nach seiner Verbannung ging er ins Exil nach Genf und war darauf von 1680 bis 1700 als Pfarrer in Lausanne tätig. 1682 wurde er als Theologieprofessor an die Académie de Lausanne berufen und wurde 1684 Nachfolger des verstorbenen Georg Müller (1603–1684). Von 1685 bis 1687 war er Rektor der Akademie und anschliessend überwiegend als Pastor tätig, übernahm aber als Dozent weiterhin einige Lehraufträge an der Akademie.
Zu seinen Studenten gehörte unter anderem der spätere Jurist und Rechtshistoriker Jean Barbeyrac.

### Geistliches und berufliches Wirken
1676 verteidigte Elie Merlat die Moral von Johannes Calvins Rechtfertigungslehre und veröffentlichte eine Kritik zur 1672 erschienenen Schrift Le renversement de la morale de Jesus-Christ par les erreurs des Calvinistes des Jansenisten Antoine Arnauld. Mit Dekret vom 19. Juli 1679 wurde angeordnet, dass der Inhalt seiner Veröffentlichung zu untersuchen sei, worauf am 21. August 1679 verfügt wurde, dass das Buch zu verbrennen sei. Eli Merlat erhielt ein Predigtverbot und wurde im selben Jahr verhaftet und verhört. Das Parlament von Guyenne ordnete jedoch am 27. Januar 1680 an, dass sein Buch vom Rektor der Universität Bordeaux geprüft werden solle. Nach dessen Beurteilung wurde Elie Merlat am 5. Juli 1680 auf Lebenszeit verbannt, weil er angeblich zum Ungehorsam gegenüber dem König durch die staatlichen Instanzen aufgefordert habe.
In den Jahren seines Rektorats unterzeichnete er das streng orthodoxe reformierte Bekenntnis Consensus Helveticus von 1674.
Er verfasste und publizierte zahlreiche lateinische und französische Schriften, so unter anderem 1685 seine Abhandlung Traité du pouvoir absolu des souverains, pour servir d’instruction, de consolation et d’apologie aux églises réformées de France qui sont affligées in der er die absolute Macht des Souveräns verteidigte; hierbei wandte er sich mit der Bitte, die Schrift drucken zu lassen, an den französischen Philosophen Pierre Bayle.
Elie Merlat stand unter anderem mit dem Hugenotten Élie Bouhéreau (1643–1719), der nach Irland geflohen war und der erste Bibliothekar der Marsh’s Library in Dublin war, in Briefkontakt. Er pflegte auch eine Freundschaft zu dem Genfer Theologen Jean-Alphonse Turrettini.

## Schriften (Auswahl)
- Réponse générale au livre de M. Arnauld intitulé: le Renversement de la morale de Jésus-Christ. Saumur: René Pean, 1676.
- De conversione hominis peccatoris ad Deum libellus. Lausanne, 1682.
- Jésus dans l’agonie. Lausanne 1682.
- Traité du pouvoir absolu des souverains, pour servir d’instruction, de consolation et d’apologie aux églises réformées de France qui sont affligées. Cologne, 1685.
- Le Moyen de discerner les esprits. Lausanne, 1689.
- La divinité du sort. Lausanne 1696.
- Le vrai piétisme. Lausanne 1699.
- Le faux pietisme. Lausanne 1700.
- Le Vrai et faux piétisme. Lausanne, 1700.